# Lychnosea interminaria
Lychnosea interminaria là một loài bướm đêm trong họ Geometridae.